# A magyar női labdarúgó-válogatott mérkőzései 2006-ban
A magyar női labdarúgó-válogatott az év során hét mérkőzést vívott, ebből öt világbajnoki selejtező volt. A mérleg: egy győzelem, egy döntetlen és öt vereség.
Szövetségi edző:
- Telek András

## Mérkőzések
| 148. mérkőzés 2006. március 7. | Szlovákia                         | 3 – 2             | Magyarország                  | Szenc Nézőszám: 500 Játékvezető: Ivana Kostúrová (SVK) |
| 148. mérkőzés 2006. március 7. | Dugovicová 34' (11-esből) 61' 69' | (1 – 0) Részletek | Pádár 91' Fogl 86′ Radics 94' | Szenc Nézőszám: 500 Játékvezető: Ivana Kostúrová (SVK) |

| 149. mérkőzés 2006. március 8. | Magyarország | 1 – 0             | Szlovákia | Győr Nézőszám: 100 Játékvezető: Kulcsár Katalin (HUN) |
| 149. mérkőzés 2006. március 8. | Smuczer 41'  | (1 – 0) Részletek |           | Győr Nézőszám: 100 Játékvezető: Kulcsár Katalin (HUN) |

| 150. mérkőzés 2006. március 25. vb-selejtező | Magyarország | 0 – 5             | Hollandia                                           | Andráshidai stadion, Zalaegerszeg Nézőszám: 500 Játékvezető: Anne-Helen Rosenberg Ostenvold (NOR) |
| 150. mérkőzés 2006. március 25. vb-selejtező |              | (0 – 3) Részletek | Louwaars 21' 62' Smit 33' Delies 47' Hoogendijk 55' | Andráshidai stadion, Zalaegerszeg Nézőszám: 500 Játékvezető: Anne-Helen Rosenberg Ostenvold (NOR) |

| 151. mérkőzés 2006. április 22. vb-selejtező | Magyarország | 0 – 5             | Franciaország                                          | Dunaferr Stadion, Dunaújváros Nézőszám: 500 Játékvezető: Elke Günthner (GER) |
| 151. mérkőzés 2006. április 22. vb-selejtező |              | (0 – 4) Részletek | Pichon 17' 27' Bompastor 19' Soubeyrand 36' Lattaf 66' | Dunaferr Stadion, Dunaújváros Nézőszám: 500 Játékvezető: Elke Günthner (GER) |

| 152. mérkőzés 2006. május 11. vb-selejtező | Anglia                 | 2 – 0             | Magyarország | Saint Mary's Stadion, Southampton Nézőszám: 8 817 Játékvezető: Lena Arwedahl (SWE) |
| 152. mérkőzés 2006. május 11. vb-selejtező | Exley 40' A. Scott 91' | (1 – 0) Részletek |              | Saint Mary's Stadion, Southampton Nézőszám: 8 817 Játékvezető: Lena Arwedahl (SWE) |

| 153. mérkőzés 2006. augusztus 26. vb-selejtező | Ausztria   | 1 – 1             | Magyarország | Királyhidai parkstadion, Bruck an der Leitha Nézőszám: 1 200 Játékvezető: Carina Vitulano (ITA) |
| 153. mérkőzés 2006. augusztus 26. vb-selejtező | Burger 85' | (0 – 0) Részletek | Nagy A. 56'  | Királyhidai parkstadion, Bruck an der Leitha Nézőszám: 1 200 Játékvezető: Carina Vitulano (ITA) |

| 154. mérkőzés 2006. szeptember 24. vb-selejtező | Hollandia                    | 4 – 0             | Magyarország | Zwolle Nézőszám: 500 Játékvezető: Hilda McDermott (IRL) |
| 154. mérkőzés 2006. szeptember 24. vb-selejtező | Stevens 29' 36' 90' Smit 80' | (0 – 0) Részletek |              | Zwolle Nézőszám: 500 Játékvezető: Hilda McDermott (IRL) |